# Tambow
Tambow (ros. Тамбов) – miasto obwodowe w środkowej części Rosji, na Nizinie Ocko-Dońskiej, nad Cną (dorzecze Wołgi), w latach 1796–1928 stolica guberni tambowskiej.
W latach 1944–1960 w Tambowie mieściła się Tambowska Suworowska Szkoła Wojskowa. W mieście znajduje się Teatr Dramatyczny .
W Tambowie urodzili się Faustyna Morzycka, polska działaczka niepodległościowa, i Gustaw Plewako, oficer marynarki wojennej RP w czasie II wojny światowej.
W mieście rozwinął się przemysł maszynowy, chemiczny, spożywczy oraz materiałów budowlanych.

## Historia
Tambow został założony w 1636 roku.                                                                                                                  

## Religia
- Metropolia tambowska

## Transport
- Port lotniczy Tambow-Donskoje – lotnisko
- Tambow 1 – stacja kolejowa

## Sport
- Spartak Tambow – klub piłki nożnej
- FK Tambow – klub piłki nożnej
- HK Tambow – klub hokeja na lodzie

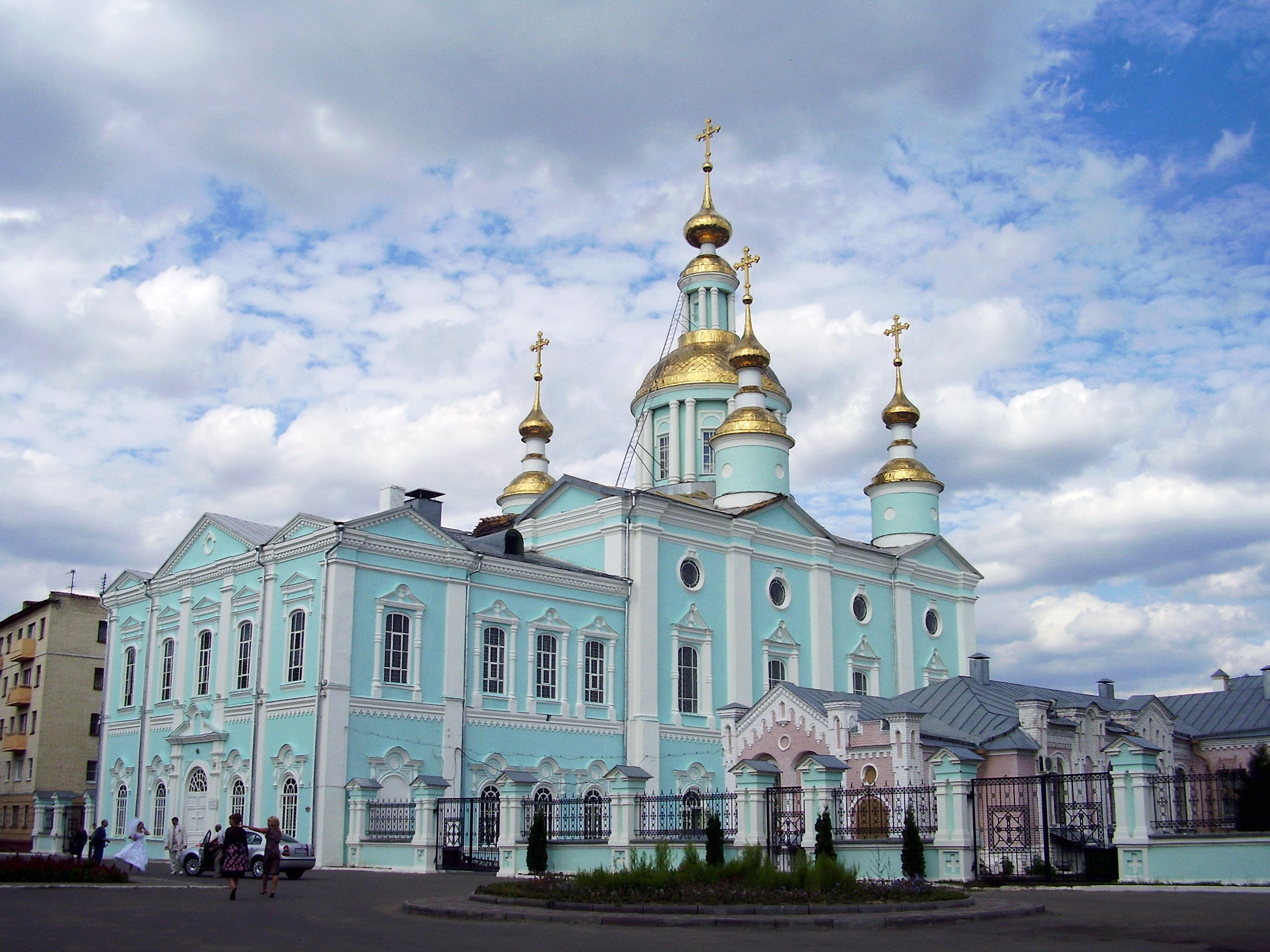
Sobór Przemienienia Pańskiego
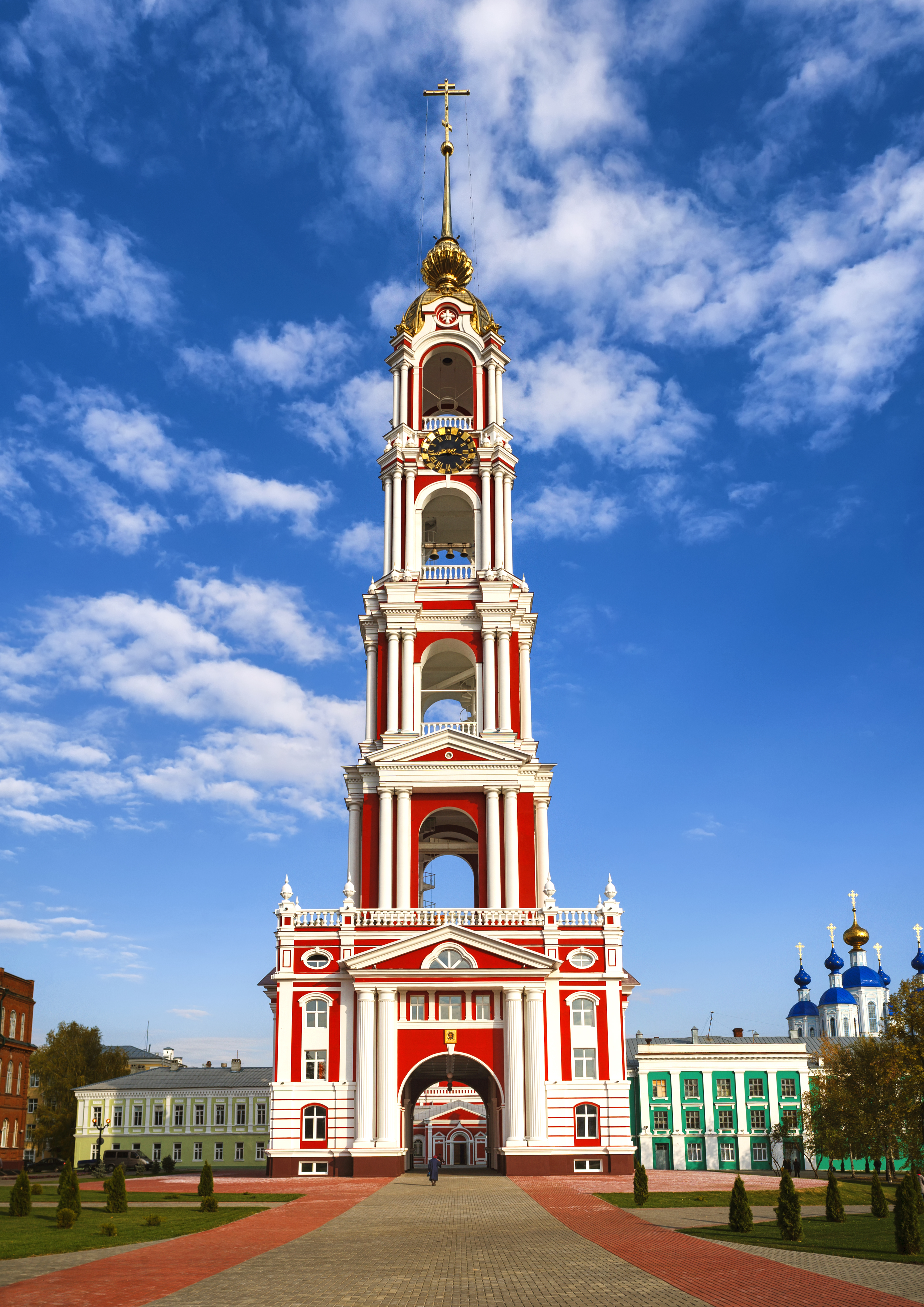
Dzwonnica monasteru Kazańskiej Ikony Matki Bożej
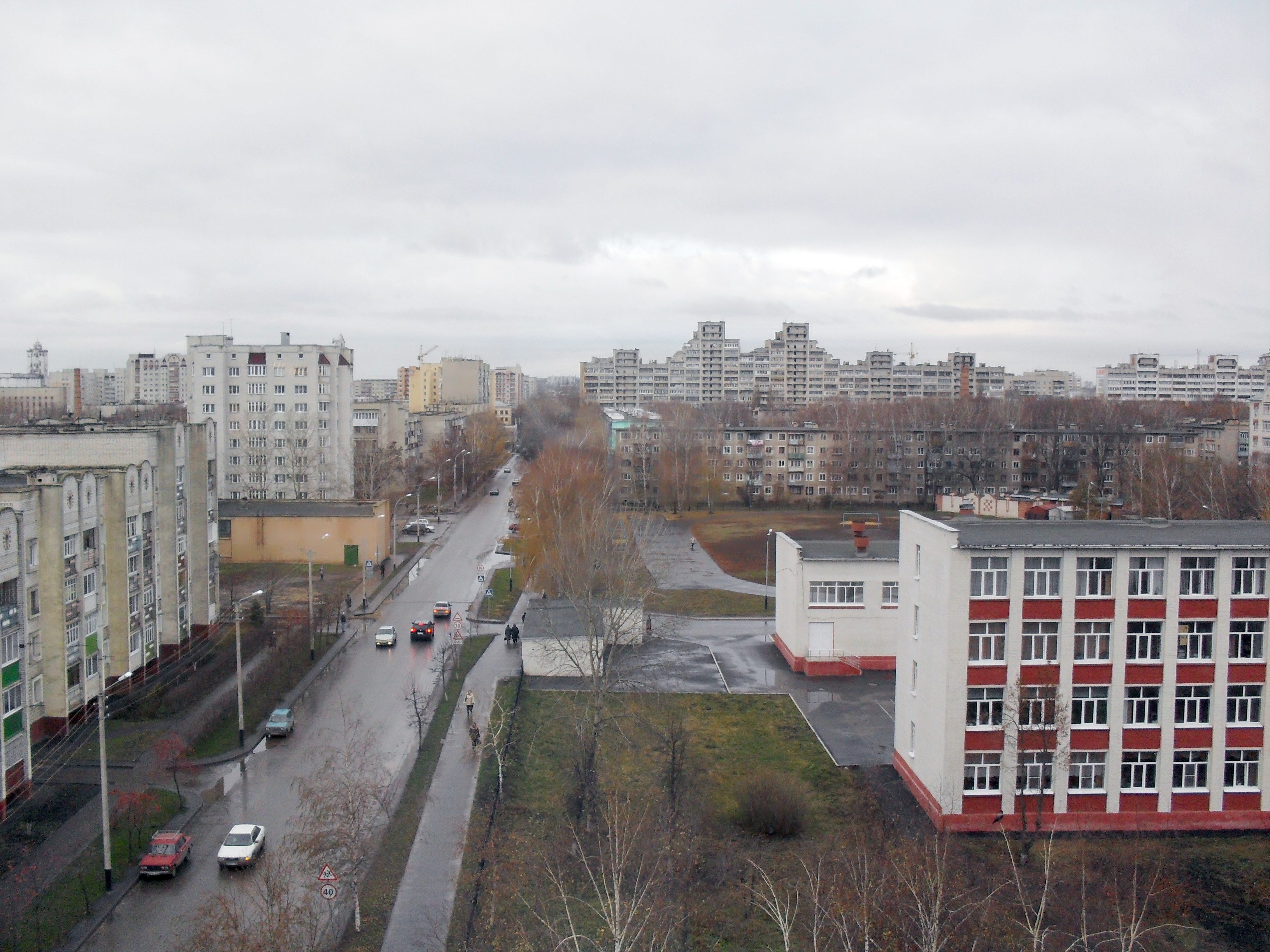
Widok na część Tambowa
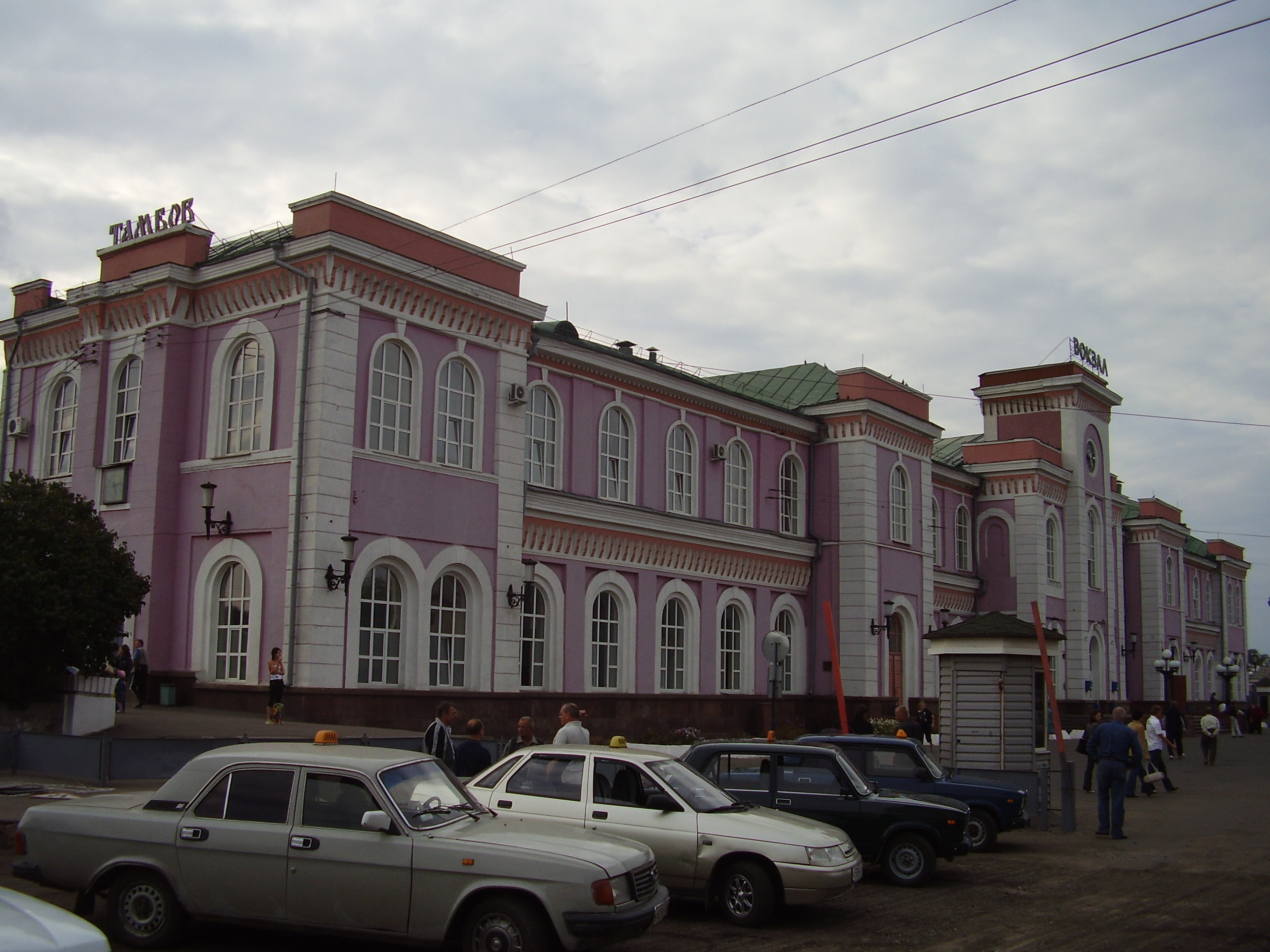
Stacja kolejowa
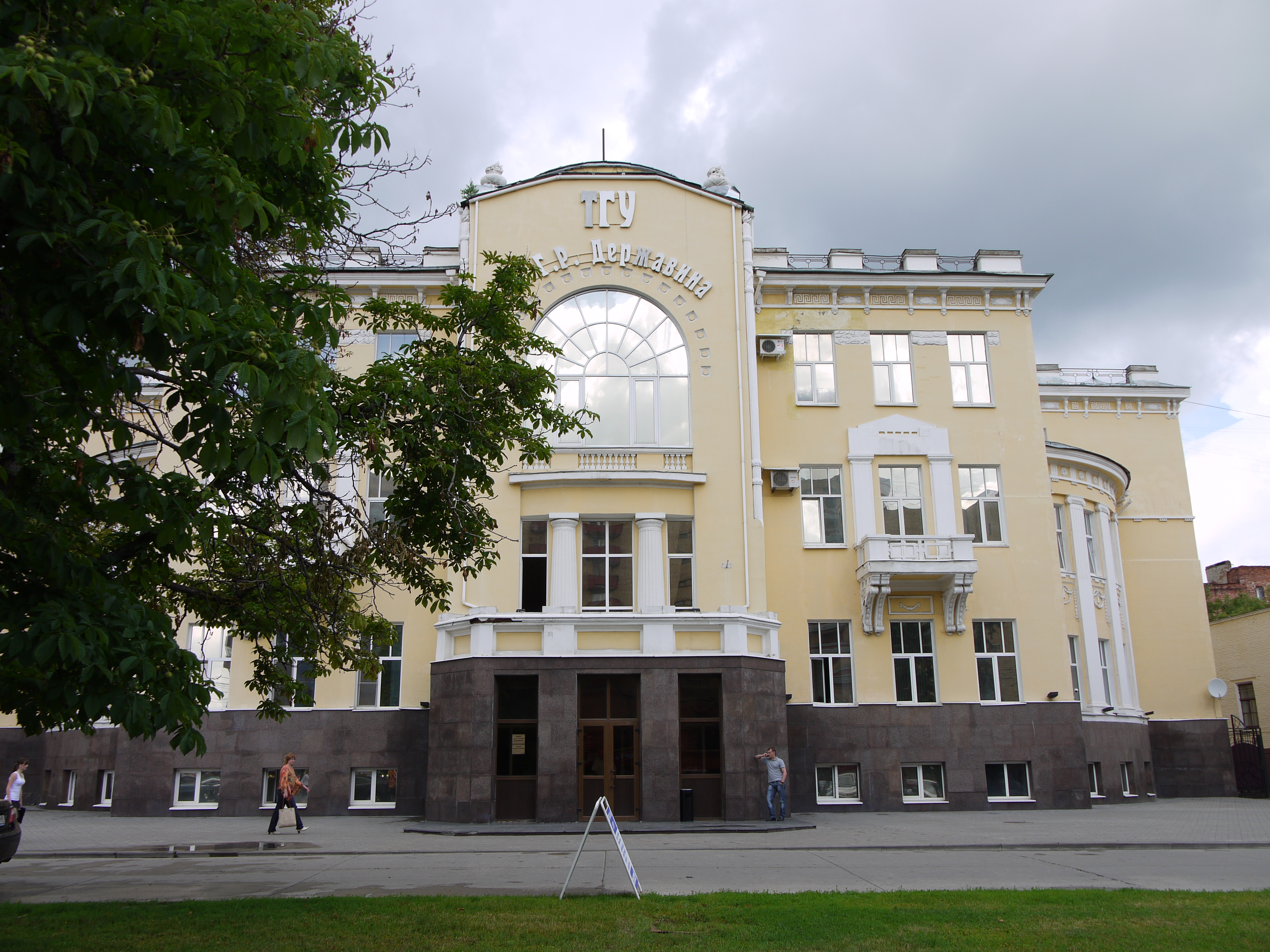
Tambowski Uniwersytet Państwowy im. G.R. Dierżawina
Tambowski Teatr Dramatyczny
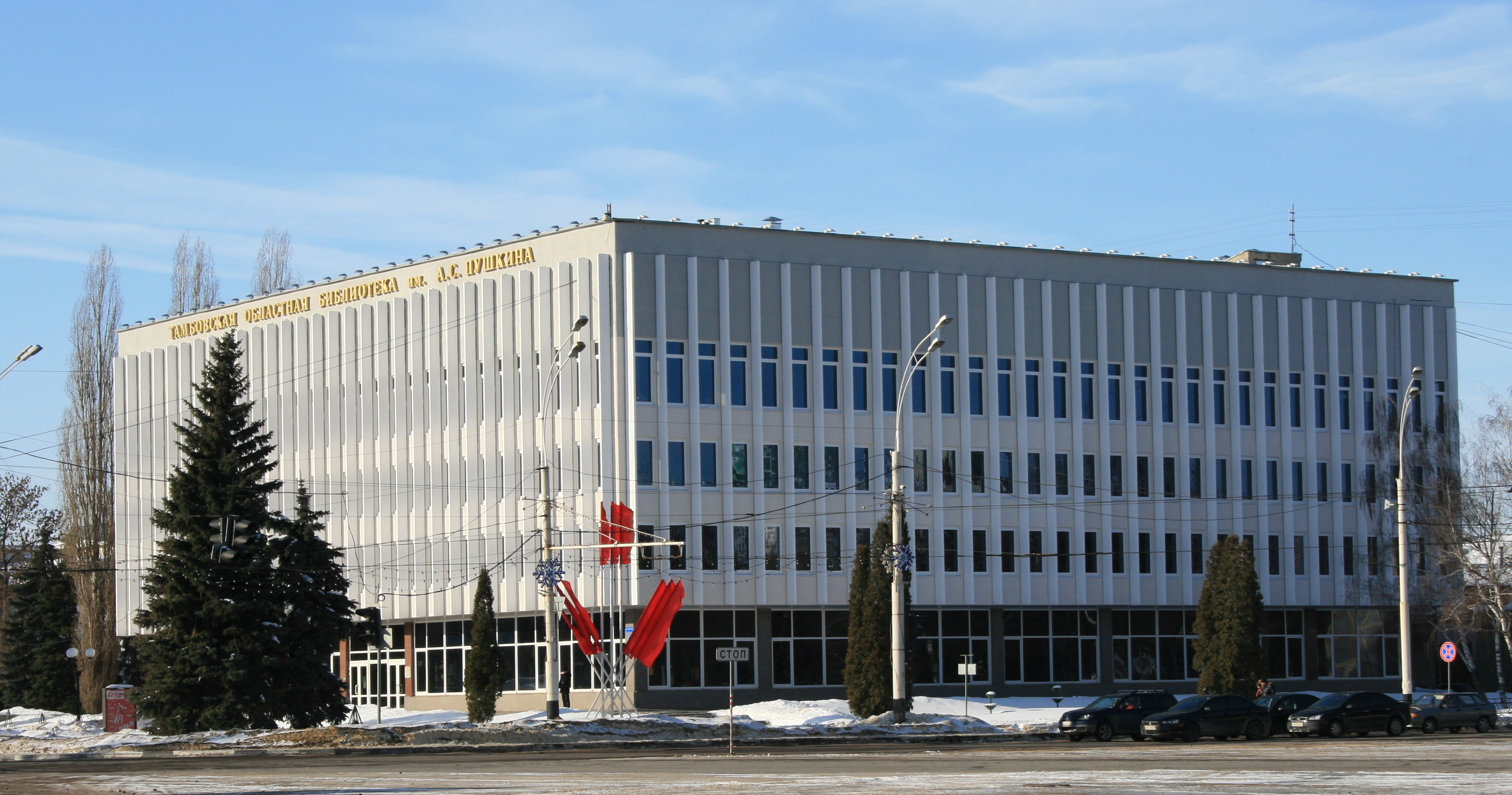
Biblioteka obwodowa im. Puszkina
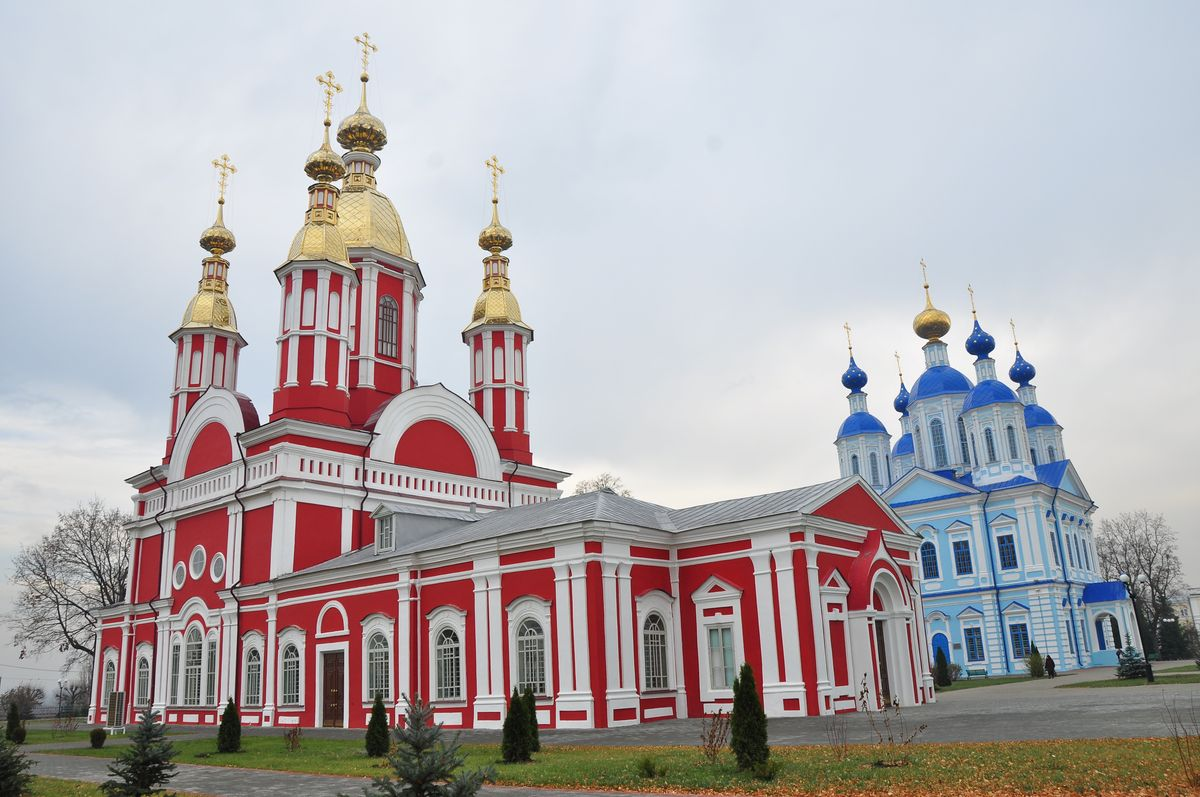
Cerkiew św. Jana Chrzciciela
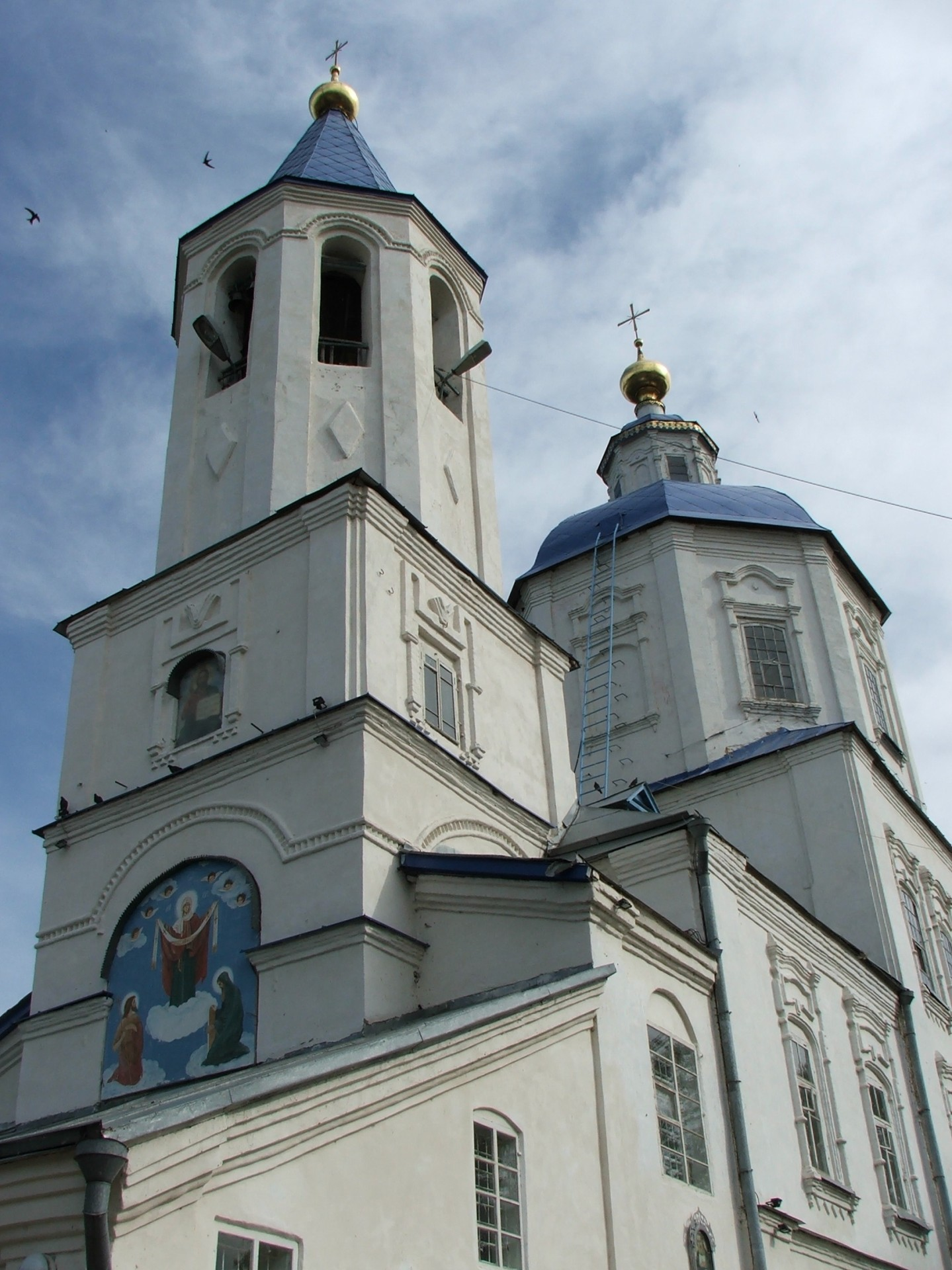
Cerkiew Opieki Matki Bożej
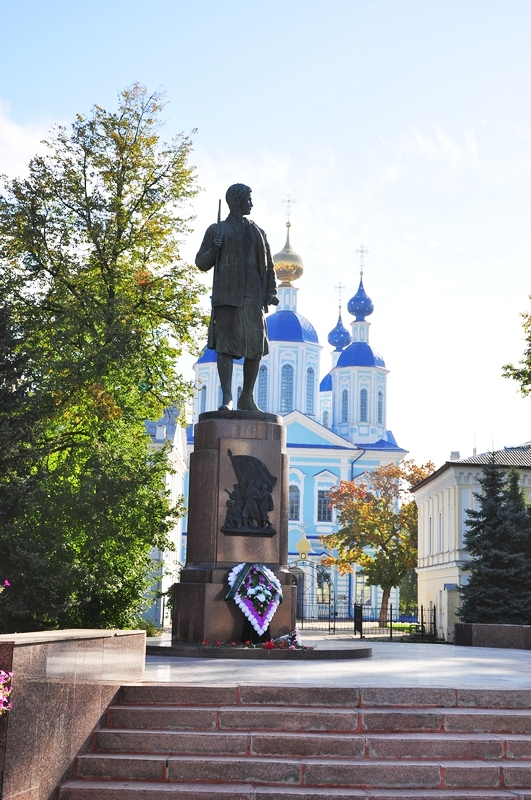
Pomnik Zoi Kosmodiemjanskiej